# 紅塵浮生錄
《紅塵浮生錄》（英語：The Way We Live Now）是一部2001年出品的英國迷你電視劇，改編自安東尼·特洛勒普發表於1875年的同名小說。此劇由大衛·葉慈導演，安德魯·戴維斯編劇，尼格爾·史坦福-克拉柯監製。大衛·蘇歇飾演奧古斯特·美爾莫，雪莉·韓德森飾演奧古斯特之女瑪莉，馬修·麥費狄恩飾演菲利克斯·坎貝瑞爵士，席尼·墨菲飾演保羅·蒙塔哥，米蘭達·奧圖飾演修特爾夫人。影集於2001年11月11日在BBC首播。

## 主要角色
- 大衛·蘇歇 飾 奧古斯特·美爾莫
- 馬修·麥費狄恩 飾 菲利克斯·坎貝瑞
- 席尼·墨菲 飾 保羅·蒙塔哥
- 米蘭達·奧圖 飾 修特爾夫人
- 雪莉·韓德森（英语：Shirley Henderson） 飾 瑪莉·美爾莫
- 愛倫·科杜尼（英语：Allan Corduner） 飾 柯洛爾
- 大衛·布拉德利 飾 布儂先生

## 獎項
此劇在2002年的英國學術電視獎獲得最佳劇情電視劇、最佳設計和最佳化妝獎等，大衛·蘇歇提名最佳演員。

## 外部連結
- 互联网电影数据库（IMDb）上《紅塵浮生錄》的资料（英文）
- 公視官網上《紅塵浮生錄 （页面存档备份，存于）》的頁面 （繁體中文）